# Скараб/Саффрон (газові родовища)
Скараб/Саффрон — розташовані поряд офшорні газові родовища в єгипетському секторі Середземного моря. Знаходяться у 90 км від узбережжя нільської дельти в районі з глибинами моря 250—850 метрів.

## Характеристика
Розташовані в межах ліцензійної ділянки West Delta Deep Marine, права на яку належать консорціуму в складі BG Group (50 %) та малайзійської Petronas (50 %, у 2003 році викупила частку компанії Edison, котра представляла ExxonMobil та Qatar Petroleum). Безпосередньо роботи провадяться через компанію-оператора Burullus Gas, половина в якій належить місцевій Egyptian General Petroleum Corporation (EGPC).
Відкриті у 1998 році внаслідок буріння свердловин Scarab-1 та Saffron-1. За цим у тому ж та наступному році спорудили успішні оціночні свердловини Scarab-2 і Saffron-2. Вуглеводні виявлені у відкладеннях пліоцену (формація El Wastani). Колектори — пісковики, які утворились в каналах колишньої великої системи каньйонів.
Родовища стали першим введеним в розробку глибоководним проектом в єгипетському секторі. На момент початку виробництва у 2003 році їх свердловини підключили до дистанційно керованих з берегу двох підводних маніфольдів. Останні в свою чергу під'єднали до маніфольду головного експортного газопроводу, який веде до берегового ГПЗ Буруллус.
Під час наступних фаз проекту до середини 2010-х років на Скараб встановили ще три підводні маніфольди та під'єднали 14 свердловин (деякі, з особливо високим тиском, через спеціальний пристрій HIPPS — High integrity pressure protection systems).
Запаси родовищ оцінюються у понад 113 млрд.м3.